# Independence Day (film, 1983)
Pour les articles homonymes, voir Independence Day.
Pour plus de détails, voir Fiche technique et Distribution.
Independence Day est un film américain réalisé par Robert Mandel, sorti en 1983.

## Fiche technique
- Titre : Independence Day
- Réalisation : Robert Mandel
- Scénario : Alice Hoffman
- Musique : Charles Bernstein
- Photographie : Charles Rosher Jr.
- Montage : Tina Hirsch et Dennis Virkler
- Production : Daniel H. Blatt et Robert Singer
- Société de production : Warner Bros.
- Société de distribution : Warner Bros. (États-Unis)
- Pays de production :  États-Unis
- Genre : Drame
- Durée : 110 minutes
- Date de sortie : 
  - États-Unis : 21 janvier 1983

## Distribution
- Kathleen Quinlan :  Mary Ann Taylor
- David Keith : Jack Parker
- Frances Sternhagen : Carla Taylor
- Cliff DeYoung : Les Morgan
- Dianne Wiest : Nancy Morgan
- Josef Sommer : Sam Taylor
- Bert Remsen : Red
- Richard Farnsworth : Evan
- Brooke Alderson : Shelly
- Noble Willingham : Andy Parker